# Verticillium
Genre
Verticillium est un genre de champignons de la division des Ascomycota et de la famille des Plectosphaerellaceae.
Le genre peut être réparti en trois groupes :
1. mycopathogènes
2. entomopathogènes[1],
3. agents pathogènes des plantes et saprophytes[2] dont Verticillium dahliae et Verticillium albo-atrum qui causent des maladies de flétrissement (verticilliose ou « flétrissement verticillien ») économiquement importantes sur le coton, les tomates, les pommes de terre, aubergines, poivrons, ainsi que chez les plantes ligneuses ornementales.

Les symptômes sont semblables à ceux de la fusariose. La rotation des cultures, l'utilisation de variétés végétales résistantes et un labourage profond[réf. nécessaire], peuvent être utiles pour maîtriser la flétrissure verticillienne.

## Liste d'espèces
Selon Catalogue of Life (2 septembre 2014) :
- Verticillium aerugineum
- Verticillium agaricicola
- Verticillium albo-atrum
- Verticillium alfalfae
- Verticillium amaranthi
- Verticillium ampelinum
- Verticillium angustum
- Verticillium aspergillus
- Verticillium attenuatum
- Verticillium barbozae
- Verticillium beauverioides
- Verticillium beticola
- Verticillium biguttatum
- Verticillium botrytoides
- Verticillium byssinum
- Verticillium calophylli
- Verticillium cellulosae
- Verticillium cercosporae
- Verticillium cinnamomum
- Verticillium coccosporum
- Verticillium coronatum
- Verticillium dahliae
- Verticillium deflectens
- Verticillium depauperatum
- Verticillium diospyri
- Verticillium discisedum
- Verticillium distans
- Verticillium effusum
- Verticillium epimyces
- Verticillium epiphytum
- Verticillium eriophytis
- Verticillium falcatum
- Verticillium foexii
- Verticillium fuliginosum
- Verticillium fumosum
- Verticillium globuliforme
- Verticillium griseum
- Verticillium hemileiae
- Verticillium incurvum
- Verticillium indicum
- Verticillium indonesiacum
- Verticillium insectorum
- Verticillium intertextum
- Verticillium isaacii
- Verticillium klebahnii
- Verticillium larvarum
- Verticillium lecanii
- Verticillium lecythidis
- Verticillium leptobactrum
- Verticillium lindauianum
- Verticillium longisporum
- Verticillium lycopersici
- Verticillium melongenae
- Verticillium menisporoides
- Verticillium monosporioides
- Verticillium nanum
- Verticillium niveostratosum
- Verticillium nonalfalfae
- Verticillium nubilum
- Verticillium olivaceum
- Verticillium oxana
- Verticillium palmigenum
- Verticillium primarium
- Verticillium pseudohemipterigenum
- Verticillium pulverulentum
- Verticillium quaternellum
- Verticillium rexianum
- Verticillium rivoltae
- Verticillium rostrupii
- Verticillium rubrum
- Verticillium sacchari
- Verticillium saksenae
- Verticillium sclerolobii
- Verticillium seriatum
- Verticillium silesiacum
- Verticillium sinuatiphiale
- Verticillium subfasciculatum
- Verticillium succineum
- Verticillium sulphurellum
- Verticillium tadzhikistanicum
- Verticillium terrestre
- Verticillium thujopsidis
- Verticillium tricorpus
- Verticillium tubercularioides
- Verticillium villosum
- Verticillium vilmorinii
- Verticillium vinosum
- Verticillium zaregamsianum

Selon Index Fungorum (2 septembre 2014) :
- Verticillium aerugineum Speg. 1911
- Verticillium affine Corda 1837
- Verticillium africanum (Durieu & Mont.) Sacc. 1886
- Verticillium agaricicola Sawada 1928
- Verticillium albo-atrum Reinke & Berthold 1879
- Verticillium album Licop. 1873
- Verticillium album Rivolta 1873
- Verticillium alfalfae Inderb., H.W. Platt, R.M. Bostock, R.M. Davis & Subbarao 2011
- Verticillium allochroum (Link) Corda 1833
- Verticillium amaranthi Verona & Ceccar. 1935
- Verticillium ampelinum Cooke & Massee 1888
- Verticillium angustum Wollenw. 1922
- Verticillium aphidis Bäumler
- Verticillium aphidis Rostr.
- Verticillium aspergillus Berk. & Broome 1873
- Verticillium attenuatum Petch 1917
- Verticillium barbozae Vincens 1915
- Verticillium beauverioides Vincens 1919
- Verticillium beticola Pidopl. 1932
- Verticillium biguttatum W. Gams 1982
- Verticillium botrytoides Sacc. 1882
- Verticillium byssinum Pat. 1909
- Verticillium calophylli (Wiehe) W. Gams 1971
- Verticillium candidulum Sacc. 1882
- Verticillium candidum Peck 1883
- Verticillium capitatum Ehrenb. 1818
- Verticillium cellulosae Dasz. 1912
- Verticillium cercosporae Petr. & Cif. 1932
- Verticillium cinnamomum Sousa da Câmara 1932
- Verticillium clavisedum Sacc.
- Verticillium coccosporum (Drechsler) W. Gams 1988
- Verticillium coronatum G.L. Barron 1989
- Verticillium corticii Sacc.
- Verticillium corymbosum Lebert 1858
- Verticillium crassum Bonord. 1851
- Verticillium croci Oudem.
- Verticillium cucumerinum Aderh. 1889
- Verticillium cylindrophorum Corda 1829
- Verticillium cylindrosporum Corda 1837
- Verticillium dahliae Kleb. 1913
- Verticillium deflectens (Bres.) de Hoog, Oorschot & W. Gams 1985
- Verticillium dendrodochioides D. Sacc. 1898
- Verticillium depauperatum Bruhns & A. Alexander 1928
- Verticillium dichotomum Ellis & Everh. 1888
- Verticillium diospyri Kibishauri 1972
- Verticillium discisedum Sacc. & Fairm. 1906
- Verticillium distans Berk. & Broome 1851
- Verticillium effusum G.H. Otth 1871
- Verticillium enecans Speg. 1889
- Verticillium epicarpium Sacc.
- Verticillium epimyces Berk. & Broome 1851
- Verticillium epiphytum Hansf. 1943
- Verticillium eriophytis (Massee) Sacc. & Trotter 1913
- Verticillium eximium Berk. 1873
- Verticillium falcatum (Petch) W. Gams 1971
- Verticillium fimeti Oudem. 1885
- Verticillium foexii J.F.H. Beyma 1928
- Verticillium fuliginosum Petch 1935
- Verticillium fulvum (Schwein.) Sacc.
- Verticillium fumosum Seman 1968
- Verticillium fuscum Fuckel 1870
- Verticillium glaucum Bonord. 1851
- Verticillium globuliforme Bonord. 1864
- Verticillium globuligerum Sacc.
- Verticillium griseum (Petch) W. Gams 1971
- Verticillium hemileiae Bouriquet 1946
- Verticillium heterocladum H.S. Fawc. 1908
- Verticillium incurvum Helfer 1991
- Verticillium indicum (Petch) W. Gams 1971
- Verticillium indonesiacum Kurihara & Sukarno 2009
- Verticillium insectorum (Petch) W. Gams 1971
- Verticillium intertextum I. Isaac & R.R. Davies 1955
- Verticillium isaacii Inderb., R.M. Bostock, R.M. Davis & Subbarao 2011
- Verticillium klebahnii Inderb., R.M. Bostock, R.M. Davis & Subbarao 2011
- Verticillium kubanicum Shcherb.-Parf. 1953
- Verticillium lactarii Peck 1884
- Verticillium lactescentium Sacc.
- Verticillium larvarum Petch 1944
- Verticillium lateritium Berk. 1860
- Verticillium lecythidis C. Ram 1970
- Verticillium leptobactrum W. Gams 1971
- Verticillium lichenicola Speg. 1889
- Verticillium lindauianum Bubák 1914
- Verticillium longisporum (C. Stark) Karapapa, Bainbr. & Heale 1997
- Verticillium lutescens (Schwein.) Sacc.
- Verticillium lycopersici F.J. Pritch. & Porte 1921
- Verticillium melongenae L.A. Kantsch. & Zurabishvili 1974
- Verticillium menisporoides Petch 1948
- Verticillium minutissimum Corda 1837
- Verticillium minutulum Peyl 1857
- Verticillium monosporioides Peyronel 1913
- Verticillium nanum Berk. & Broome 1851
- Verticillium niveostratosum Lindau 1904
- Verticillium niveum Berk. 1859
- Verticillium niveum Petch 1922
- Verticillium nonalfalfae Inderb., H.W. Platt, R.M. Bostock, R.M. Davis & Subbarao 2011
- Verticillium nubilum Pethybr. 1919
- Verticillium ochrorubrum Desm. 1834
- Verticillium olivaceum W. Gams 1971
- Verticillium osteophilum Ellis & Everh. 1896
- Verticillium oxana Danysz & Wize 1904
- Verticillium palmigenum Speg. 1911

## Principales espèces

### Verticillium dahliaeKleb.
C'est le responsable de la verticilliose du houblon.

### Verticillium lecaniiViegas
Cette espèce de champignon a été décrite pour la première fois en 1861. Elle a une distribution mondiale grâce aux insectes. En horticulture et en agriculture, il est parfois utilisé comme un entomopathogène (pour infecter les insectes) pour lutter contre les insectes ravageurs comme les cochenilles, les acariens et les pucerons. C'est un bio-pesticide/bio-Insecticide qui est pulvérisé sur les insectes alors qu'ils se nourrissent des plantes. Les insectes sont infectés lorsqu'ils entrent en contact avec les spores fongiques collantes, qui ensuite se développent et envahissent le corps des insectes qu'ils dévorent de l'intérieur.

### Verticillium albo-atrumReinke & Berthold
D'abord identifié en Allemagne en 1870 sur des pommes de terre, Verticillium albo-atrum est un champignon du sol responsable d’une maladie vasculaire couramment appelée « verticilliose ». L'action de ce champignon est souvent indissociable de celle de Verticillium dahliae.
Elle s'attaque à plus de 300 espèces différentes de plantes cultivées et peut persister comme un organisme saprophyte du sol pendant plus de 15 ans. Quand elle infecte les arbres ornementaux, comme les érables, les ormes, peuplier, frêne, hêtre, chêne, Catalpa et de nombreux autres, les premiers symptômes sont le flétrissement d'une partie de l'arbre au milieu de l'été. Une température moyenne de 21 à 24 °C favorise son développement.
Le champignon s’attaque aux racines de l’arbre et remonte les vaisseaux du xylème puis gagne les rameaux en obstruant les canaux conducteurs de sève, d’où l'apparition de nécroses à certains endroits. L'infection peut prendre quelques années pour progresser vers le reste de l'arbre ou se déplacer rapidement. Il en résulte un dessèchement brutal de quelques branches, surtout en période chaude. Si on coupe la branche affectée, on note un brunissement caractéristique des tissus vasculaires au niveau de l'aubier qui laisse apparaître des veines verdâtres ou brunâtres.
Chez les arbres fruitiers, l'infection est connue sous le nom de 'Black Heart' et est fréquente chez les abricotiers et parfois sur amandiers, pêchers, pruniers et avocatier. Ce champignon a également des effets sur des plantes herbacées (luzerne cultivée, chrysanthème, menthe, Lychnis) et des légumes (tomates, aubergines, gombo, rhubarbe) provoquant leur flétrissement et leur mort. L'identification peut être faite par la recherche de conidies unicellulaires, ronds à ovales qui se forment à l'extrémité des branches verticillées. Ils sont facilement séparés de la plante.
Certains genres, tels qu'érables, prunus, oliviers et autres tilleuls par exemple, semblent être très sensibles à cette maladie. Tous les érables sont porteurs de ce champignon. Il faut donc faire en sorte que cette maladie ne « sorte » pas.
Certains arbres ont épisodiquement une ou deux branches qui sèchent entièrement puis le phénomène s’estompe pour réapparaitre quelques années plus tard.
Les attaques peuvent s'accompagner d’une abondance de rejets au pied de l’arbre, ou à la base d’une charpentière infestée.
Cette maladie se développe avec la chaleur, donc protéger les arbres des fortes chaleurs.

## Symptômes

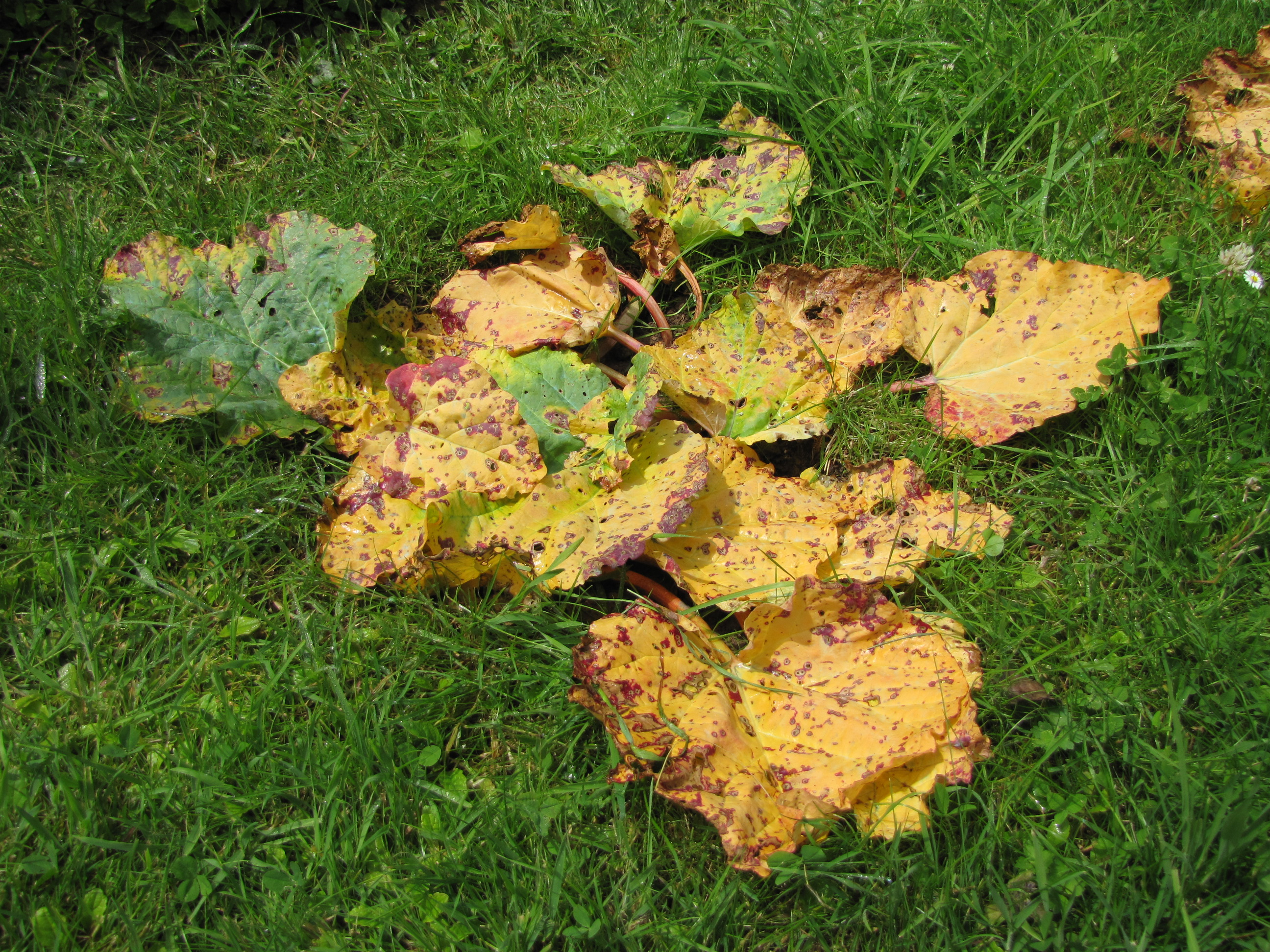
Feuilles de rhubarbe jaunies par du verticillium.

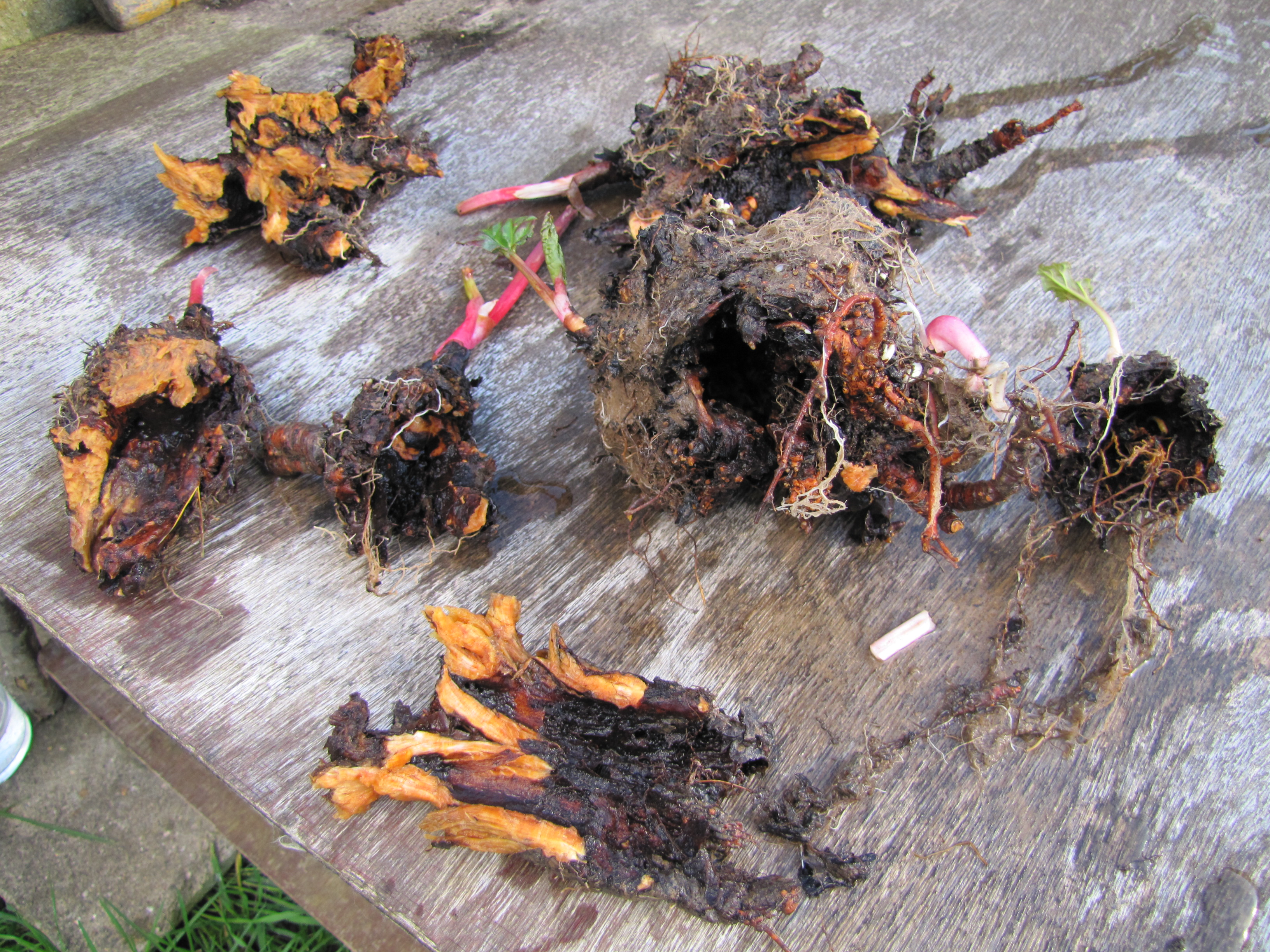
Rhizomes de rhubarbes, dissous et creusés par le verticillium.

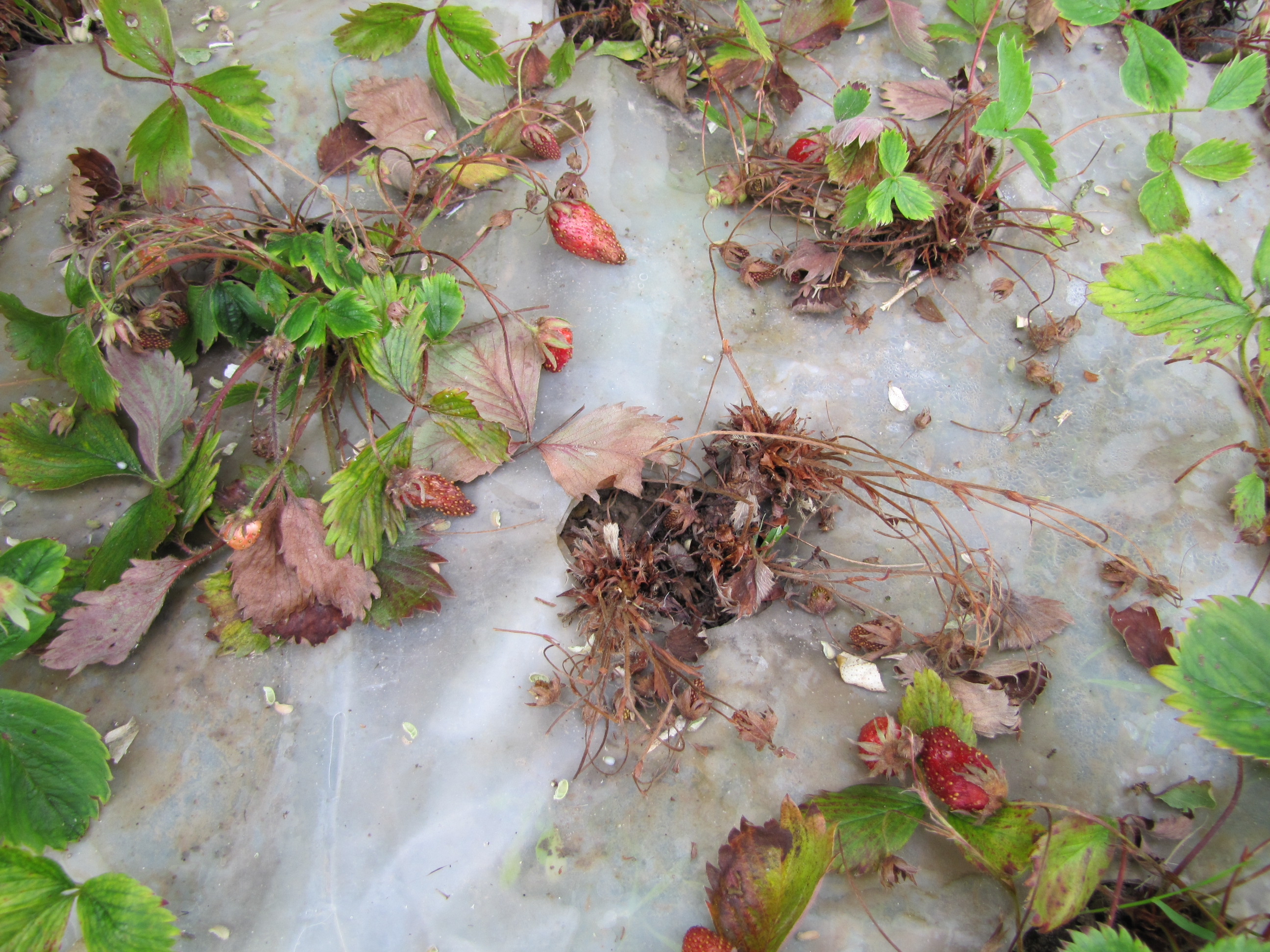
Verticillium sur fraisiers

Apparition assez brutale de taches noires sur l’écorce. À la coupe, des traces brunes, les canaux de sève sont obstrués par le parasite. Des nécroses apparaissent sur le tronc.
Des branches peuvent dépérir complètement : retrait de sève important ou, si l’arbre est vigoureux, il se forme un cal de cicatrisation et la sève trouve un autre chemin et peut englober toute la zone parasitée.
Sur rhubarbe: les feuilles jaunissent les unes après les autres et meurent en quelques semaines, puis la plante disparaît pendant un mois.
Sur fraisiers: les feuilles sèchent comme si elles manquaient d'eau. Les fraises mûrissent en restant petites, elles sont sèches et sans goût, donnant l'impression qu'il y a plus d'akènes que de pulpe.

### Traitement
En cas d’attaque, traiter à l’aliette ou avec des produits à base d’oxychlorure de cuivre ou de sulfate de cuivre deux fois à quinze jours d’intervalle.
Un traitement thiophanate+méthyl+manèbe peut aussi s’avérer efficace.
Les traitements préventifs peuvent freiner l'extension du champignon, mais il n'existe pas de traitement curatif. Les filaments du verticillium restent dans le sol de nombreuses années. Les outils (voire les roues des véhicules) les propagent par déplacement de terre. Les feuilles mortes par verticilliose ne doivent pas être mises au composteur, afin de ne pas disséminer encore plus le champignon.
Tailler en automne les rameaux desséchés jusqu’au bois sain. Ne pas tailler les rameaux légèrement flétris car ils peuvent récupérer grâce à une fertilisation et un arrosage régulier.
Lorsqu'un arbre est très atteint, mieux vaut l'éliminer par le feu afin d’éviter la propagation à d’autres arbres. Ne pas replanter d'espèces sensibles au même endroit.
[réf. souhaitée]
Traitement alternatif
Dans le cadre d'une démarche allant au-delà du bio (non travail du sol), une solution consiste à combattre la verticilliose par mycorhization avec un autre champignon symbiotique comme le suggère une étude sur la mycorhization de l'olivier.
Celui-ci va avoir plusieurs actions, notamment occuper les portes d'entrées vierges du plant mais aussi synthétiser des molécules permettant à la plante de résister. (Il améliore aussi la résistance au stress hydrique et permet à la plante de capteur le P et K du sol, sans apport)
La mise en application sur un pied d'aubergine fortement atteint dont le pied a été mycorhize avec glomus intraracides. Au moment du traitement celui-ci pressentait un rejet latéral ne faisant que quelques dizaines de centimètres mais sain.
Ses racines ont pu être en contact avec les spores. Le mycélium a tout de même eu un effet sur le pied mère qui au bout d'une semaine est entré dans un état stable.
Un mois après le soin la partie ancienne porte toujours les séquelles mais ses bourgeons terminaux ont repris leur activité. La pousse latérale ne présente pas de signes du parasitage...